# Noah Assad
Noah Assad (San Juan, Puerto Rico, 5 de mayo de 1990) es un ejecutivo de la música, empresario y mánager puertorriqueño.
Es cofundador y Director ejecutivo de la compañía discográfica Rimas Entertainment, y representante de artistas como Bad Bunny, Jowell & Randy, Arcángel, entre otros.
Assad fue incluido en la lista de los 25 personajes del futuro en la industria musical según la revista Rolling Stone.

## Carrera
Assad comenzó su carrera como productor de eventos en Puerto Rico y para 2012 fue quien apostó por un talento emergente llamado Ozuna, siendo su primer mánager, metiendo canciones como Falsas Mentiras y Espejo con De La Ghetto en el álbum Orion de Los De La Nazza en el que además fue productor ejecutivo.
En 2015 junto con Musicologo (Productor musical del dúo Musicologo & Menes/Los De La Nazza) y un tercero, fundaron Rimas Entertainment, una empresa de entretenimiento que comenzó como una red multicanal de YouTube que distribuía y comercializaba vídeos y música de artista para luego mutar en una discográfica independiente. Poco tiempo después Musicologo abandonaría la compañía por situaciones personales.
A finales de 2017, fue la primera persona en ver el potencial de la escena trap en Argentina a través de prospectos como Khea, Duki y Cazzu con la canción Loca que para ese entonces estaban iniciando una carrera profesional (el padres del género argentino).
Actualmente, además de ser el CEO de Rimas Entertainment, es el mánager de Bad Bunny, Arcángel, Eladio Carrión, Amenazzy, Carlos Arroyo, Corina Smith, Gigolo & La Exce, Jowell & Randy,  Lyanno, Jairo Bascope, Marconi Impara, Mora, Santino, Rafa Pabón, Subelo Neo, Tito “El Bambino”, Tempo, Tommy Torres y Urba & Rome.

## Reconocimientos
Ha sido nombrado por varios medios importantes como Billboard y Rolling Stone como el ejecutivo que cambió la forma de operar las grandes multinacionales como Universal y Sony, y uno de los pilares en la creación de empleos del futuro en la industria musical.